# Christopher Bailey

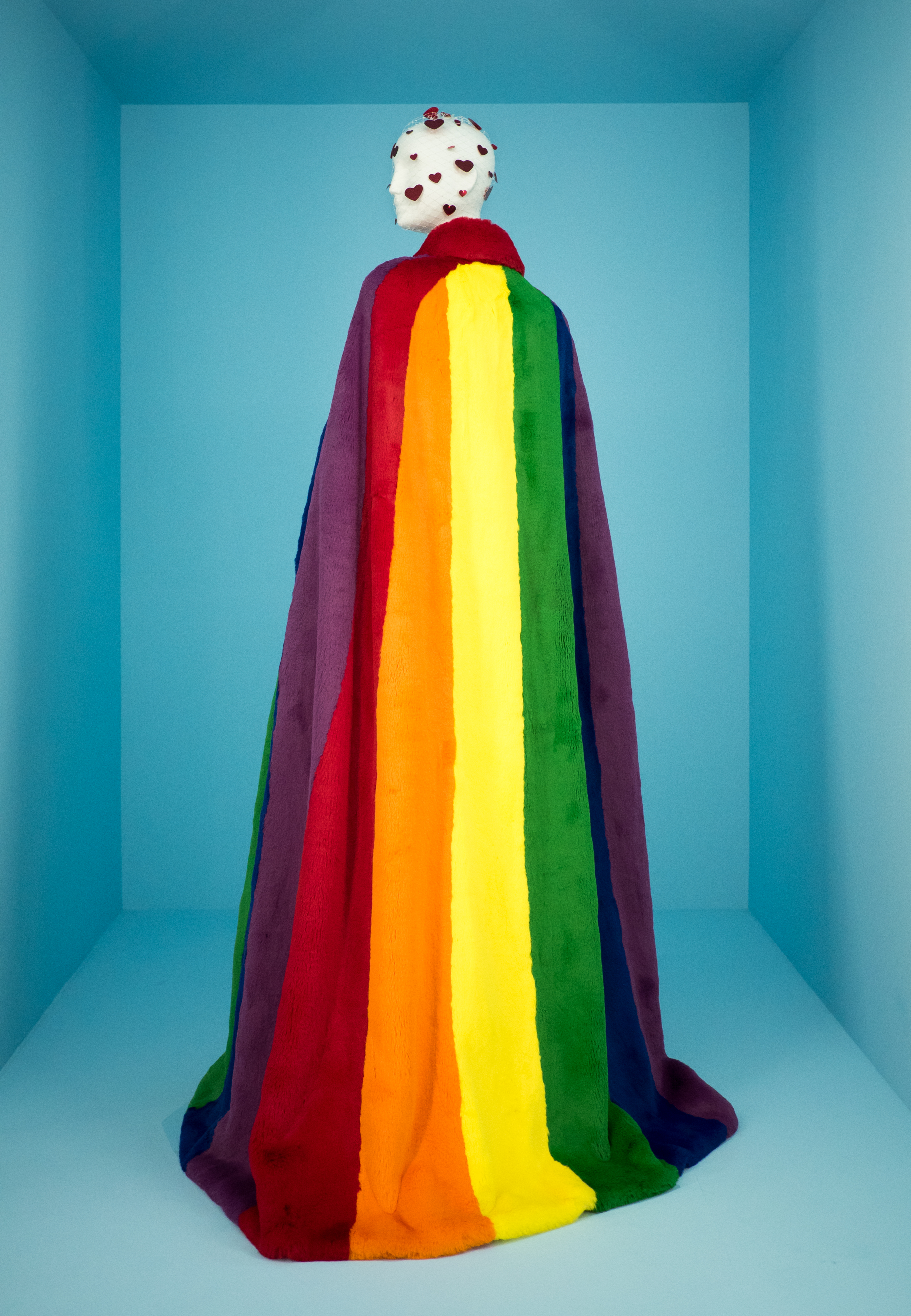
Uma de suas obras desenhada para a casa de moda britânica Burberry.

Christopher Bailey MBE é o ex-diretor criativo da grife britânica Burberry. Ele está casado com o ator Simon Woods desde 2009.